# The Wall – Live in Berlin

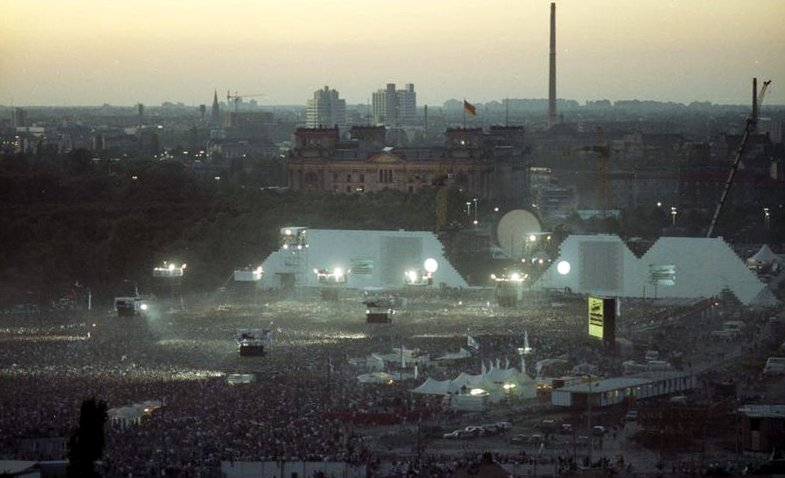
Koncert The Wall v Berlíně

The Wall – Live in Berlin byl velký rockový koncert, který se konal 21. července 1990, při příležitosti pádu Berlínské zdi. Roger Waters zde se svými hosty zahrál písně z alba The Wall skupiny Pink Floyd, ve které do roku 1985 působil. Koncertní album a stejnojmenný videozáznam vyšel v září 1990 (viz 1990 v hudbě), přičemž audiodeska (2 LP) se v britském žebříčku prodejnosti hudebních alb dostalo nejvýše na 27. místo.
Jednalo se o mnohem větší akci, než byly koncerty The Wall, které Pink Floyd uspořádali v letech 1980 a 1981. Na Potsdamer Platz (prostor mezi Východním a Západním Berlínem na tzv. „území nikoho“) byla postavena zeď dlouhá téměř 170 m a vysoká 25 m, která byla na konci představení zbořena. Celkem bylo prodáno přes 250 000 lístků a před začátkem představení byly otevřeny brány, takže mohlo přijít ještě dalších 200 000 diváků. Koncert byl vysílán živě do 35 zemí, takže jej v téže době mohlo doma zhlédnout dalších 500 miliónů lidí.
Koncert The Wall – Live in Berlin se zapsal do Guinnessovy knihy rekordů jako největší koncert všech dob. Později byl rekord překonán a nyní jej drží The Rolling Stones, jejichž vystoupení na pláži Copacabana v roce 2006 navštívilo 1,5 milionu lidí.
Koncert byl pojat neobvyklým způsobem, každou skladbu odehrál jiný interpret. Pouze skupina nazvaná The Bleeding Heart Band zde působila celou dobu, jako tzv. „domácí kapela“, a tvořila doprovod hostujícím umělcům.

## Seznam skladeb
Všechny skladby napsal(i) Roger Waters, pokud není uvedeno jinak. 
| Disk 1 | Disk 1                                                 | Disk 1          | Disk 1 | Disk 1 |
| Pořadí | Název                                                  | Autor           | Interpret | Délka  |
| ------ | ------------------------------------------------------ | --------------- | --- | ------ |
| 1.     | In the Flesh?                                          |                 | Scorpions | 4:05   |
| 2.     | The Thin Ice                                           |                 | Ute Lemper, Roger Waters, Rundfunk-Sinfonieorchester Berlin                                                             | 3:09   |
| 3.     | Another Brick in the Wall Part 1                       |                 | Roger Waters; saxofonové sólo – Garth Hudson                                                                            | 3:38   |
| 4.     | The Happiest Days of Our Lives                         |                 | Roger Waters | 1:20   |
| 5.     | Another Brick in the Wall Part 2                       |                 | Cyndi Lauper; kytarová sóla – Rick DiFonzo & Snowy White, syntezátorové sólo – Thomas Dolby                             | 6:26   |
| 6.     | Mother                                                 |                 | Sinéad O'Connor & The Band; akordeon – Garth Hudson, vokály – Rick Danko & Levon Helm; akustické nástroje – The Hooters | 6:38   |
| 7.     | Goodbye Blue Sky                                       |                 | Joni Mitchell, Rundfunk-Sinfonieorchester Berlin, sbor; flétna – James Galway                                           | 3:52   |
| 8.     | Empty Spaces“/„What Shall We Do Now?                   |                 | Bryan Adams, Roger Waters, Rundfunk-Sinfonieorchester Berlin, sbor                                                      | 3:47   |
| 9.     | Young Lust                                             | Waters, Gilmour | Bryan Adams, kytarová sóla – Rick DiFonzo & Snowy White, Jerry Hall – intro písně „One of My Turns“                     | 6:08   |
| 10.    | One of My Turns                                        |                 | Roger Waters | 2:44   |
| 11.    | Don't Leave Me Now                                     |                 | Roger Waters | 5:11   |
| 12.    | Another Brick in the Wall Part 3“/„The Last Few Bricks |                 | Roger Waters, Rundfunk-Sinfonieorchester Berlin, sbor                                                                   | 3:25   |
| 13.    | Goodbye Cruel World                                    |                 | Roger Waters | 1:35   |

| Disk 2         | Disk 2                      | Disk 2          | Disk 2 | Disk 2 |
| Pořadí         | Název                       | Autor           | Interpret | Délka  |
| -------------- | --------------------------- | --------------- | --- | ------ |
| 1.             | Hey You                     |                 | Paul Carrack | 5:00   |
| 2.             | Is There Anybody Out There? |                 | Rundfunk-Sinfonieorchester Berlin, sbor, klasické kytary – Rick DiFonzo & Snowy White                                                                                            | 3:02   |
| 3.             | Nobody Home                 |                 | Roger Waters & Rundfunk-Sinfonieorchester Berlin, sbor, kytarová sóla – Snowy White                                                                                              | 4:46   |
| 4.             | Vera                        |                 | Roger Waters & Rundfunk-Sinfonieorchester Berlin, sbor | 1:11   |
| 5.             | Bring the Boys Back Home    |                 | Rundfunk-Sinfonieorchester Berlin, sbor, Armádní orchestr sovětské armády | 2:40   |
| 6.             | Comfortably Numb            | Gilmour, Waters | Van Morrison, Roger Waters, The Band, Rundfunk-Sinfonieorchester Berlin, sbor, kytarová sóla – Rick DiFonzo & Snowy White                                                        | 8:02   |
| 7.             | In the Flesh                |                 | Roger Waters, Scorpions, Rundfunk-Sinfonieorchester Berlin, sbor, Armádní orchestr sovětské armády                                                                               | 5:10   |
| 8.             | Run Like Hell               | Gilmour, Waters | Roger Waters, Scorpions | 4:51   |
| 9.             | Waiting for the Worms       |                 | Roger Waters, Rundfunk-Sinfonieorchester Berlin, sbor | 4:10   |
| 10.            | Stop                        |                 | Roger Waters | 0:23   |
| 11.            | The Trial                   | Waters, Ezrin   | Rundfunk-Sinfonieorchester Berlin, sbor, Tim Curry jako prokurátor, Thomas Dolby jako učitel, Ute Lemper jako manželka, Marianne Faithfull jako matka, Albert Finney jako soudce | 5:52   |
| 12.            | The Tide Is Turning         |                 | The Company (zpěv – Roger Waters, Joni Mitchell, Cyndi Lauper, Bryan Adams, Van Morrison a Paul Carrack), Rundfunk-Sinfonieorchester Berlin, sbor                                | 7:51   |
| Celková délka: | Celková délka:              | Celková délka:  | Celková délka: | 104:20 |

## Obsazení
The Company

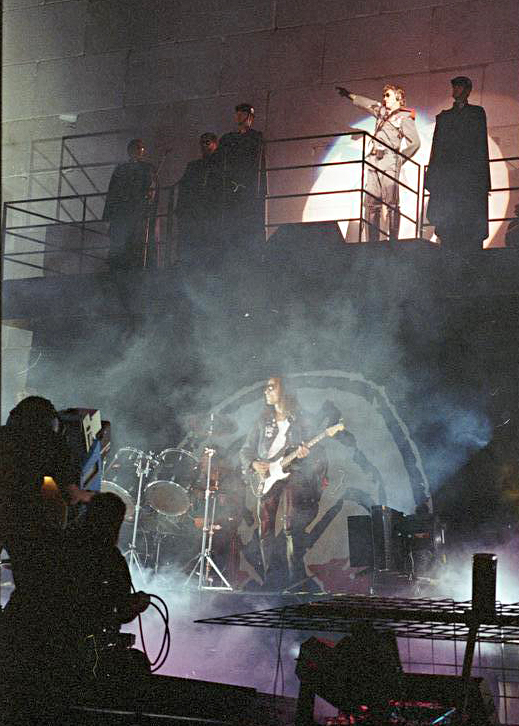
Roger Waters (nahoře) na koncertu The Wall

- Roger Waters – zpěv, baskytara, akustická kytara („Mother“), kytara („Hey You“)
- Scorpions
  - Klaus Meine – zpěv
  - Rudolf Schenker, Matthias Jabs – kytara
  - Francis Buchholz – baskytara
  - Herman Rarebell – bicí
- Ute Lemper – zpěv
- Cyndi Lauper – perkuse, zpěv
- Thomas Dolby – syntezátory, vokály, zpěv
- Sinéad O'Connor – zpěv
- The Band
  - Levon Helm, Rick Danko – zpěv
  - Garth Hudson – akordeon, sopránsaxofon
- The Hooters
  - Eric Bazilian, John Lilley – kytara
  - Rob Hyman – klávesy
  - Fran Smith Jr. – kytara
  - David Uosikkinen – bicí
- James Galway – flétna
- Bryan Adams – kytara, zpěv
- Joni Mitchell, Jerry Hall, Paul Carrack, Van Morrison, Tim Curry, Marianne Faithfull, Albert Finney – zpěv

The Bleeding Heart Band
- Rick DiFonzo, Snowy White – kytary
- Andy Fairweather-Low – baskytara, kytara, vokály
- Peter Wood, Nick Glennie-Smith – klávesy, varhany, syntezátory
- Graham Broad – bicí, elektronické perkuse
- Stan Farber, Joe Chemay, Jim Haas, John Joyce – vokály

Další
- Rundfunk-Sinfonieorchester Berlin (Symfonický orchestr východoberlínského rozhlasu), dirigent Michael Kamen
- sbor východoberlínského rozhlasu
- Armádní orchestr sovětské armády
- Paddy Moloney – uveden na přebalu alba, ale jeho činnost není známá